# Louis-Charles Boileau
Louis-Charles Boileau (París, 1837-Burdeos, 1914) fue un arquitecto francés.

## Biografía
Nacido el 26 de octubre de 1837 en París, era hijo del también arquitecto Louis-Auguste Boileau. Fue discípulo de su padre y de la Escuela de Bellas Artes. Hacia 1860 se incorporó a los trabajos de la iglesia de la Trinidad de París, bajo la dirección de Théodore Ballu, y construyó, en colaboración con Roguet, el ayuntamiento y el presbiterio de L'Isle-Adam y del château de la Donneterie.
En solitario, fue autor de varias escuelas y un ayuntamiento en Neuvy-le-Roi, capillas en Bellême y Monchy-Humières, de vastas dependencias del château de Chamarande, de un pintoresco château en Fontenay-sous-Bois y, en París, además del hôtel de Léon Say, en el Quai de Billy, de las tiendas de Le Bon Marché, en la Rue de Sèvres, así como de las monumentales caballerizas y el hôtel de Marguerite Boucicaut, en la Rue du Bac. Estas notables obras, varias de las cuales se exhibieron en los Salones anuales, le valieron en 1887 la gran medalla de la Société centrale des architectes français por su trabajo arquitectónico. Fue también responsable de la parte arquitectónica de un monumento erigido por suscripción nacional a Gambetta en la plaza del Carrusel, en París, por cuyo proyecto obtuvo una medalla de 1.ª clase en el Salón de 1885. Recibió la condecoración de caballero de la Legión de Honor el 13 de julio de 1888. Falleció el 17 de septiembre de 1914 en Burdeos.